# Натягнута тятива
«Натягнута тятива» (кор. 활, букв. Лук; англ. The Bow) — художній фільм корейського режисера Кім Кі Дука.

## Зміст
На невеликому ветхому суденці живуть у морі 60-тирічний старий і 16-тирічна дівчинка, яку він підібрав вже дуже давно, коли вона була ще дитиною. Звідтоді дівчинка ніколи не сходила на берег. Вони живуть як відлюдники, далеко від землі і людей, але час від часу здають свій човен туристам. Старий піклується про дівчину, море стає для неї усім світом, а для нього всім світом стає вона. Старий рахує дні, що залишилися до її сімнадцятиліття, адже цього дня він зможе взяти її в дружини. Дівчина приймає свою долю і його кохання, як приймає вона день і ніч, сонце і вітер, зиму і літо, і ніщо не порушує цієї гармонії. Та всьому судилося змінитися, коли з туристами на судно приходить молодий рибалка, до якого у неї пробуджується перше почуття.

## Ролі
| Актор        | Роль            |
| ------------ | --------------- |
| Хан Йорим    | юна дівчина     |
| Сон Хван Чон | старий          |
| Сі-Джок Сео  | студент         |
| Гук Хван Чон | батько студента |

## Нагороди та номінації

### Нагороди
- 2006 — Фестиваль «Fantasporto»
  - Спеціальний приз журі секції Orient Express — Кім Кі Дук

### Номінації
- 2006 — Кінофестиваль в Мар-дель-Плата
  - Найкращий фільм — Кім Кі Дук